# Sparta (polis)
Sparta (stgr. Σπάρτα) – znaczące miasto-państwo (polis) starożytnej Grecji. Państwo nazywało się właściwie Lacedemon (stgr. Λακεδαίμων), a Sparta była jego stolicą nad rzeką Eurotas w Lakonii, na południowo-wschodnim Peloponezie. 

## Powstanie

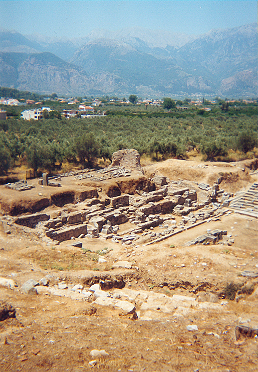
Ruiny starożytnej Sparty

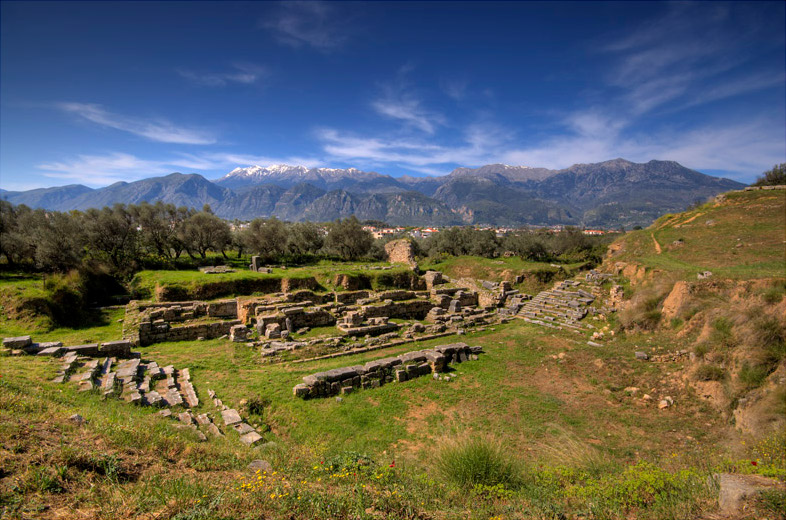
Starożytny, spartański teatr z Tajgetem w tle.

Według starożytnej tradycji Sparta istniała już w epoce mykeńskiej; jednym z jej władców miał być Menelaos. Pozostałości mykeńskiego pałacu z tego okresu są przedmiotem pierwszych sezonów badań archeologicznych.
Początki Sparty ustala się na XII-XI wiek p.n.e., kiedy Dorowie zaczęli się osiedlać w Lakonii. Przybyli na tereny Lakedaimonu około 1000 roku p.n.e. W IX wieku p.n.e. łączą się cztery osady (obai), m.in. Pitana, w dolinie rzeki Ewrotas tworząc miasto Spartę. W latach późniejszych dołączona zostaje piąta wioska, Amyklaj. W VIII-VII w. p.n.e. Sparta wyłoniła się jako znacząca potęga militarna. W latach 730-710 p.n.e. Spartanie zajęli sąsiednią krainę Mesenię, a jej ziemie podzielono między Spartan z wyłączeniem grupy tzw. partheniai, czyli urodzonych ze Spartanki i ojca nie-Spartanina. Około roku 706 p.n.e. właśnie partheniai opuścili Spartę i w południowej Italii założyli kolonię (apoikię) – Tarent. Meseńczycy pozostali na swojej ziemi jako uprawiający ją chłopi (heloci), oddając Spartanom połowę plonów. W 660 p.n.e. Messenia zbuntowała się przeciw Spartanom, rozpoczynając II wojnę meseńską. Dzięki zastosowaniu falangi Spartanom udało się rozbić powstanie w 640 p.n.e. W roku 550 p.n.e. Spartanie założyli Związek Peloponeski, który obejmował wiele polis w południowej Grecji.
Za twórcę Sparty jako bytu politycznego uważa się prawodawcę Likurga. Nie wiadomo, czy jest on postacią historyczną, bowiem już w czasach starożytnych uchodził za postać niemal mityczną. Żywot Likurga pióra Plutarcha zawiera krótki tekst traktujący o ustroju Sparty. Jest to tak zwana Wielka Rhetra napisana w dialekcie doryckim. Likurg miał jakoby otrzymać owe prawa od wyroczni delfickiej, co znacznie podnosiło ich prestiż. Prawa Likurga miały zakończyć okres walk i niepokojów w Sparcie (około VIII w. p.n.e.).

## Społeczeństwo

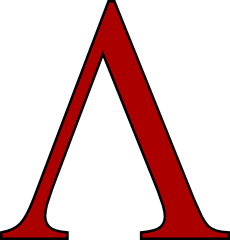
Symbol Starożytnej Sparty-Lambda jako akronim Lakonii (stgr. Λακωνία)

Społeczeństwo Sparty dzieliło się na trzy grupy: spartiatów, periojków i helotów. Spartiaci byli obywatelami, czyli Lacedemończykami. Periojkowie byli wolnymi ludźmi, lecz pozbawionymi praw obywatelskich. Heloci byli ludnością niewolną.
Społeczeństwo spartańskie podzielone było na trzy fyle: Hylleis, Dymanes oraz Pamphyloi, które wedle wszelkiego prawdopodobieństwa dzieliły się na fratrie.
Spartanie samych siebie nazywali homoioi – równi, jednakowi. Rodowici Spartanie (Spartiaci) – pełnoprawni obywatele, którzy stanowili mniejszość ludności państwa (u szczytu potęgi, ok. 400 r. p.n.e., było ich 25 tysięcy wobec pół miliona niewolników), zajmowali się w znacznej części szkoleniem wojskowym i przygotowaniem do prowadzenia wojen. Od siódmego roku życia spartańskich chłopców poddawano rygorystycznym ćwiczeniom fizycznym i wojskowym (agoge), które miały z nich uczynić wybornych wojowników (hoplitów). Spartanie nie mieszkali w swych posiadłościach ziemskich, lecz wiedli wspólnotowe życie w mieście Sparta, gdzie toczyło się życie polityczne oraz wojskowe. Istotnym elementem życia Spartiaty były wspólne posiłki – syssitia. W wyniku wielkiej reformy rolnej (wprowadzenie przypisywane Likurgowi) ziemia należąca do Sparty została podzielona na 9 000 działek (kleroj). Następnie ziemię przekazywano Spartiatom wraz z przypisanymi do niej helotami, którzy zajmowali się uprawą roli, jakkolwiek byli pozbawieni praw obywatelskich i osobiście poddani Spartiatom. W zamian razem z całą rodziną mieli być w stałym pogotowiu bojowym.

### Ustrój
Na czele spartańskiego państwa stało dwóch dziedzicznych królów (archagetai) z dynastii Agiadów i Eurypontydów, którzy spełniali funkcję dowódców armii oraz pełnili pewne obowiązki natury religijnej, lecz nie mieli wielkiej władzy. Zgromadzenie wojowników (apella), obywateli spartańskich, miało formalnie najwyższą władzę w państwie. Na wiecach przyjmowało uchwały, stanowiące prawo. W praktyce decyzje były podejmowane pod wpływem królów lub Rady Starszych, czyli geruzji, która liczyła 30 członków (w tym dwóch królów). Do geruzji powoływano szanowanych obywateli, którzy mieli ukończone 60 lat. Geruzja miała wyłączne prawo inicjatywy ustawodawczej. Najważniejszymi urzędnikami byli eforowie, w liczbie pięciu, którzy pełnili urząd kolegialnie. Eforowie byli wybierani spośród wszystkich obywateli polis i mogli kontrolować nawet samych królów.

#### Związek z Atenami
W wojnach perskich na początku V w. p.n.e. Sparta (miasto o pow. 300 ha i 8 tys. mieszkańców) była połączona sojuszem z Atenami (zob. Termopile). W połowie stulecia doszło jednak do konfliktu między tymi najsilniejszymi greckimi polis. Wojnę tę, zwaną peloponeską, wygrała Sparta, dzięki czemu zdobyła hegemonię w Helladzie. Zarówno Ateny jak i Sparta na przemian były opłacane przez Persję, która nie mogąc podbić Hellady, wpływała na jej losy za pomocą złota. Innym źródłem pieniędzy perskich było kupowanie przez królów perskich najemników greckich do swojej armii.

## Upadek
W wyniku wojny beockiej Sparta utraciła hegemonię na rzecz Teb w 371 p.n.e., po bitwie pod Leuktrami. W następnych latach znaczenie Sparty malało. Głównym powodem był spadek liczby obywateli w wyniku wojen, przez co Sparta nie mogła wystawić tak silnej armii jak dawniej. W 146 p.n.e., podobnie jak cała Grecja, weszła w skład imperium rzymskiego.
Państwem spartańskim zachwycała się oligarchia ateńska oraz filozofowie z Platonem na czele. Zachwycała ich prostota życia, jasność prawa oraz wysokie morale społeczeństwa, mające swój wyraz w poświęceniu się całkowicie ideałowi wielkości Sparty. Do dziś jej historia jest klasycznym w swej oryginalności wycinkiem historii Hellady.
W pobliżu ruin istnieje współczesne kilkunastotysięczne miasto Sparta, założone w 1834 roku.